# Złodziej wszystkich czasów
Złodziej wszystkich czasów (ang. The Thief of Always) – angielska powieść graficzna na podstawie nieopublikowanej w Polsce powieści Clive'a Barkera pod tym samym tytułem z 1992 roku, stworzona przez Krisa Oprisko (scenariusz) i Gabriela Hernandeza. Złodzieja wszystkich czasów wydało pierwotnie wydawnictwo IDW Publishing w 2005 roku; po polsku opublikował go Egmont Polska w 2006 roku.
Bohaterem opowieści jest dziesięcioletni Harvey Swick, który trafia do pełnego dziwów Domu Świątecznego pana Kaptura, w którego wnętrzach znikają niezliczone rzesze dzieci. Tu każdego ranka jest wiosna, za dnia - lato, wieczorem jest święto Halloween, a nocą Boże Narodzenie. Lecz choć spełniają się tu najskrytsze dziecięce marzenia, okazuje się, że poza Domem Świątecznym czas płynie swoim trybem, zaś dzieci z Domu wcale się nie starzeją. Harvey postanawia wydostać się z tajemniczego świata, ale na jego drodze staje pan Kaptur.